# Far: Changing Tides
Far: Changing Tides — приключенческая компьютерная игра в жанре сайд-скроллера, разработанная студией Okomotive и выпущенная Frontier Foundry. Продолжение игры Far: Lone Sails. Была выпущена на Windows, PlayStation 4, PlayStation 5, Xbox One, Xbox Series X и S и Nintendo Switch в марте 2022 года.

## Игровой процесс
Как и в предыдущей игре серии, игрок управляет неназванным персонажем и должен управлять найденным транспортным средством для продвижения вперед по постапокалиптическому миру. Если в Far: Lone Sails персонаж двигался по пустыне — дну высохшего моря, в Changing Tides мир, напротив, затоплен, и путешествие представляет собой плавание. Транспортным средством является лодка, собранная из различных механизмов. По ходу игры игрок получает улучшения для лодки, такие как паровой двигатель, и должен следить за некоторыми из них — к примеру, не давать двигателю перегреться. На пути игрока будут встречаться препятствия, для прохождения которых надо покинуть лодку и решить головоломку. Врагов в игре нет, однако лодка может получать повреждения, врезаясь в препятствия на большой скорости. Кроме этого, при использовании паруса необходимо следить за направлением ветра.
Особой механникой в игре является механника полёта – в определённый момент протагонисту понадобится прикрепить к своему транспорту возможный шар и превратить первый в дирижабль. 

## Сюжет
Как и в первой части, в игре многое недосказанно и о происходящих в ней событиях игроку предстоит только догадываться. Однако у первой части был артбук, частично поясняющий историю этого мира и его протагонистки. Артбук же второй части этого не делает. Комментарии разработчиков также много информации не дали, в отличии от "Lone Sails"
Общий сюжет схож с первой частью серии: мальчик по имениТоа путешествует по затопленному миру, в котором исчезли все люди, местами натыкаясь на следы действия фирмы "Хендриксон и сыновья" из первой части, множественные зарисовки неких "старцев" и следы неудачной эвакуации населения. Самые заметные находятся на замёрзшей локации, превращённой буквально в кладбище кораблей. По ходу сюжета мальчик совершенствует свою лодку, исследует местность и ищет выживших. Всего сигнала от таковых за всю игру ему удастся поймать два, но в первый раз он опаздывает: некая мореплавательница Ида (ее имя можно узнать из играющего на фоне саундтрека, название которого переводится как "Дом Иды") погибла при неизвестных обстоятельствах и мальчик сможет найти только её труп. Однако, когда в конце игры он залезет на высокий маяк и будет осматривать местность, ему улыбнётся удача – на берегу он заметит сигнальный огонь и тут же поплывёт к нему, где найдёт Лоун Хендриксон – протагонистку первой части, с которой (как видно из рисунков на фоне титров) они погрузят уцелевшую часть её разрушенного Окомотива на судно и вместе уплывут в рассвет.     

## Разработка
Игра разработана студией Okomotive, состоящей из десяти человек. При создании была цель встроить в игру минимальное количество инструкций. Создатель в интервью указал на части игры, разработка которых оказалась для студии препятствием, таких как разные стили цивилизаций и трудности в создании подводной части мира. Так как проработка воды была совершенно новой для студии, трудности возникли и со свойствами воды, к примеру, её цвет в разных локациях.

## Отзывы
Согласно сайту-агрегатору Metacritic, игра получила смешанные отзывы, причем версия игры на PC получила немного более низкие отзывы. Критики отметили расслабляющий саундтрек и общее спокойное настроение игры, но негативно отозвались об усложненной системе лодки. Про сам игровой мир отзывы оказались разные — некоторые похвалили легкость и интуитивность, а некоторые обратили внимание на чрезмерную простоту головоломок и слишком большое расстояние между событиями.